# سیریل بایالا
سیریل بایالا (انگلیسی: Cyrille Bayala؛ زادهٔ ۲۴ مهٔ ۱۹۹۶) بازیکن فوتبال اهل بورکینافاسو است.
از باشگاه‌هایی که در آن بازی کرده‌است می‌توان به اشاره کرد.
وی همچنین در تیم ملی فوتبال بورکینافاسو بازی کرده‌است.